# Halsketting

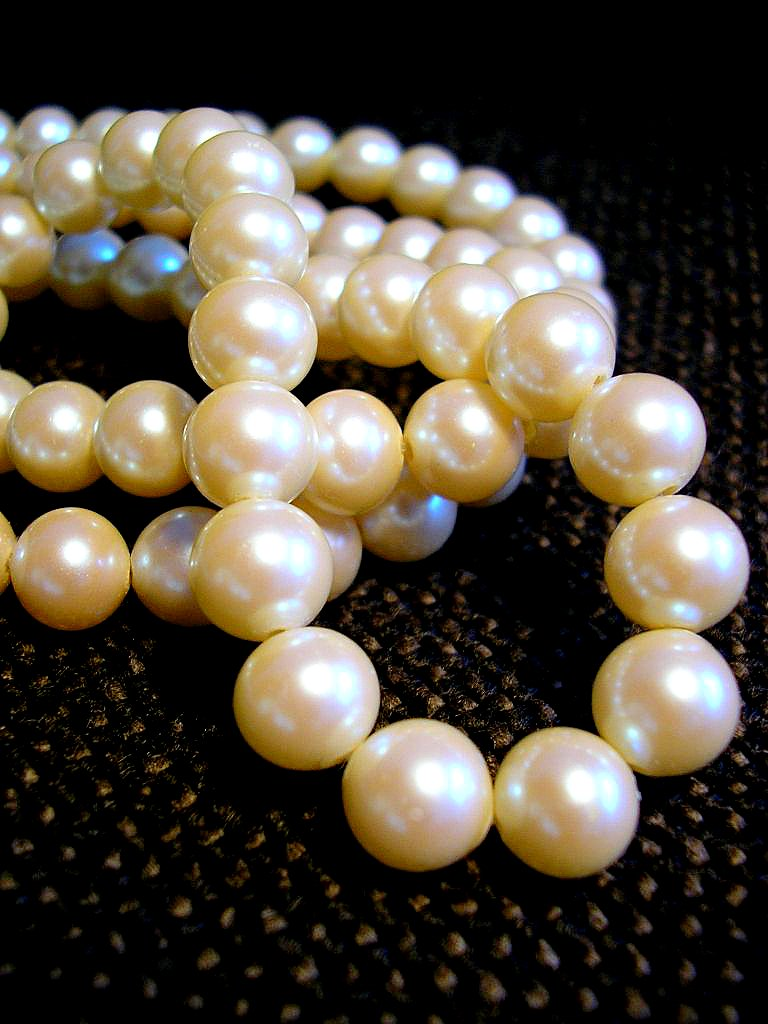
Halsketting met witte parels

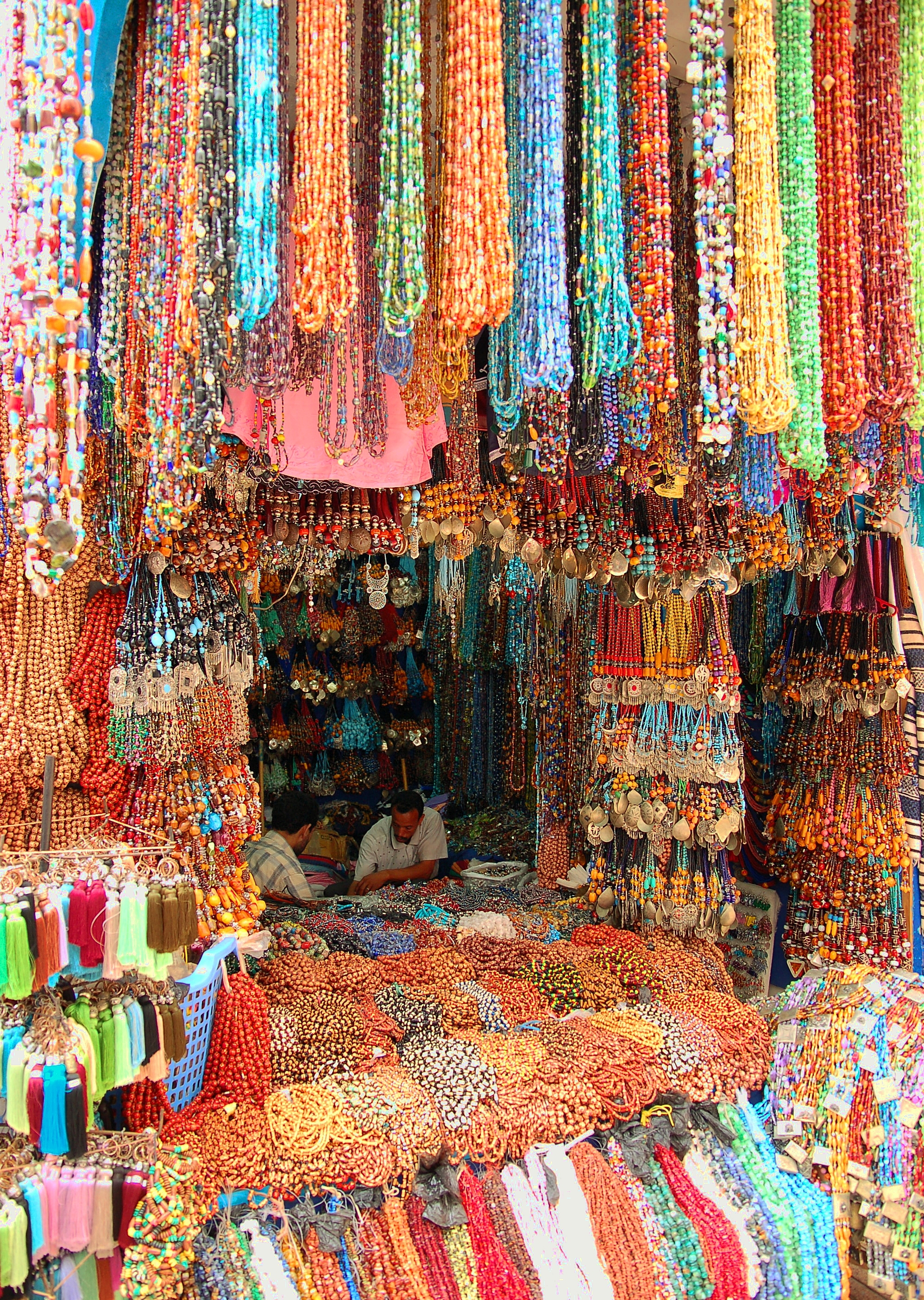
Halskettingen in Marocco

Een halsketting is een sieraad dat wordt gedragen om de nek aan de achterkant en aan de voorkant dicht tegen de hals of iets verder ervan af. De hoofdvormen zijn een kralensnoer (kralen geregen aan een snoer) en een schakelketting.

## Lengte
Standaardlengte variërend van 36 cm strak om de hals tot 90 cm. Veel voorkomende lengten zijn 36, 42, 45, 50 en 60 cm. Een ketting die zonder slotje aangedaan kan worden moet 1,60 tot 2 meter lang zijn. Die wordt enkele malen om de hals gewikkeld.

## Hanger
Aan een ketting wordt soms een hanger gedragen.
In vroegere tijden werden hangers aan koorden, touwtjes of veters gedragen. Door gebruik van schakels werd het (edel)metaal beweeglijk en wordt het mogelijk het gehele halssieraad (hanger en ketting) van edelmetaal te maken.

## Slot
De meeste kettingen zijn voorzien van slotjes, die met de vinger of nagel te openen zijn, waardoor het mogelijk is hangers te verwisselen. Bovendien maakt een slotje het mogelijk kortere kettingen te dragen dan de omtrek van het hoofd.

## Materialen
Een traditionele halsketting is gemaakt van zilver, goud of doublé. De kleur van de ketting wordt aangepast aan de hanger. Het in de afbeelding getoonde voorbeeld laat een massief gouden sterrenbeeld (diameter 4 cm) zien aan een doublé ketting van 45 cm.
Kettingen kunnen ook gemaakt zijn van kralen, in allerlei vormen en maten.

## Vormen
- Een eenvoudig kralensnoer, met allemaal dezelfde afmetingen en kleur
- Meerder snoeren aaneen, van verschillende lengte.
- Een in dikte variërende ketting; in het midden onderaan zijn de kralen dan groter.
- Eenvoudige kralensnoeren die in elkaar gestrengeld worden.
- Een metalen schakelketting.

## Esthetiek
Om een ensemble van ketting en hanger goed tot zijn recht te laten komen is het belangrijk geen gouden hanger aan een zilveren ketting te dragen, maar bij goud altijd goud of doublé te kiezen. Verder moet de dikte van de ketting passen bij de grootte van de hanger en het hangeroogje. De hanger moet soepel kunnen bewegen over de ketting. Meer dan één hanger per ketting laat elk van de hangers inboeten aan uitstraling. Dat geldt ook voor meer dan één ketting. Hierbij geldt dat, als men dat doet, de hangers elkaar niet mogen raken.